# Biserica de lemn Buna Vestire din Deag

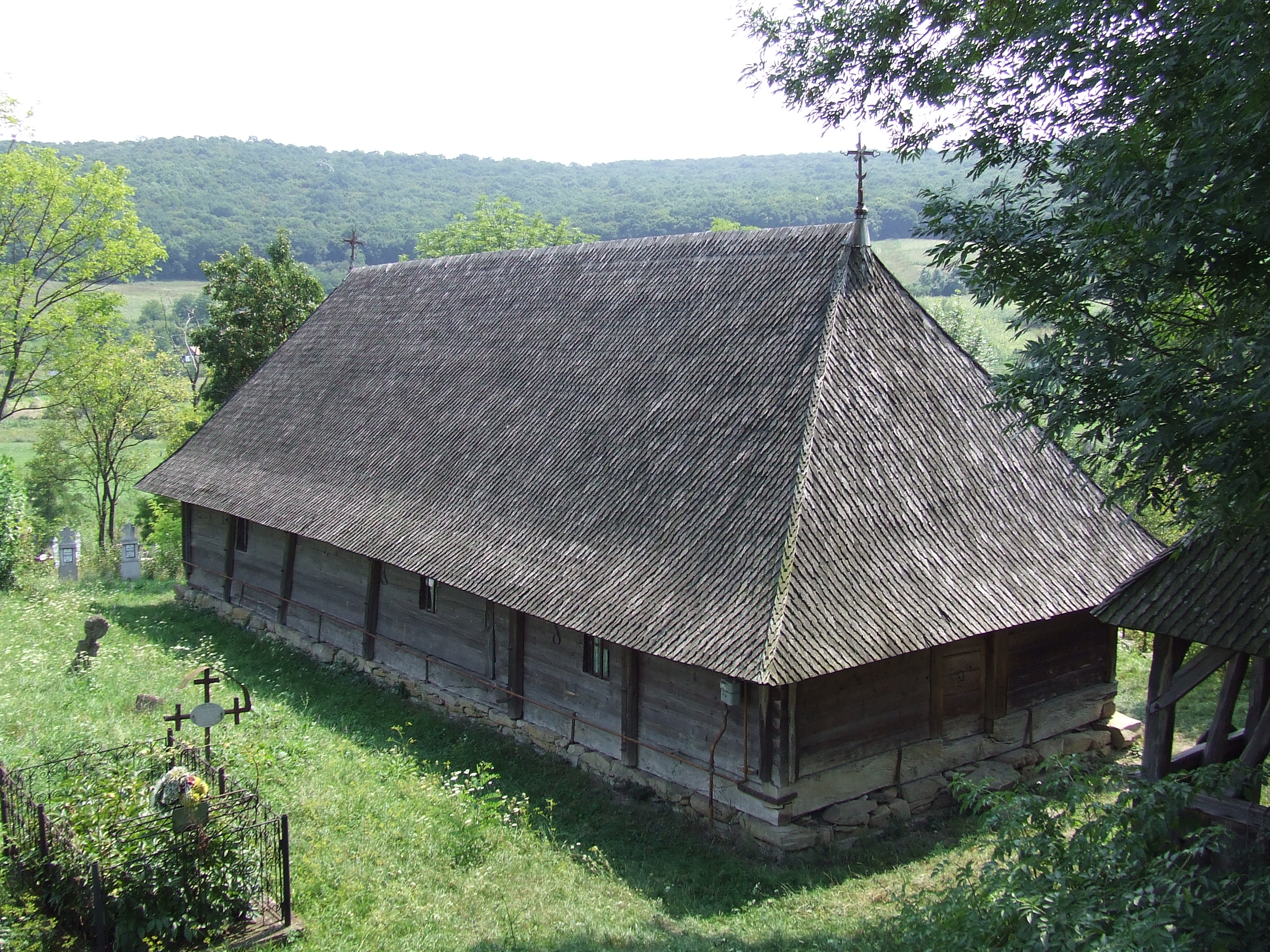
Biserica de lemn din Deag cu hramul Buna Vestire, județul Mureș. Foto: august 2009

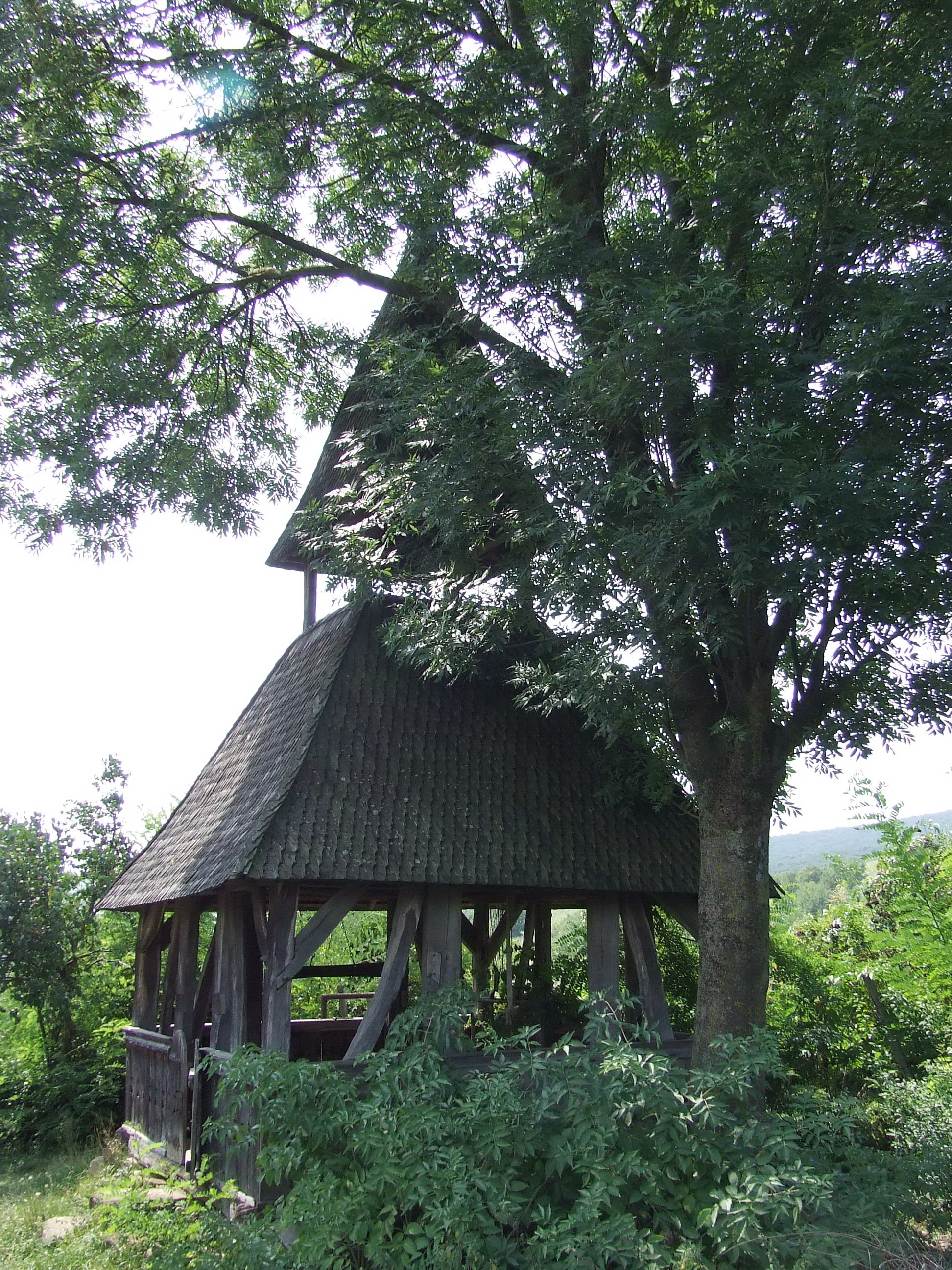
Clopotnița bisericii de lemn din Deag cu hramul Buna Vestire, județul Mureș. Foto: august 2009

Biserica de lemn Deag-Sfinții Arhangheli Mihail și Gavriil, din satul Deag, aparținător de orașul Iernut, județul Mureș, datează din secolului al XVIII-lea. Tradiția locală păstreză ca moment al edificării bisericii anul 1660 precum și faptul că a aparținut unui așezământ monahal distrus de către generalul Buccow. Are hramul Sfinții Arhangheli Mihail și Gavriil și se află pe noua listă a monumentelor istorice înregistrată sub codul:  MS-II-m-A-15653.01.

## Istoric și trăsături
Biserica de lemn cu hramul Sfinții Arhangheli Mihail și Gavriil, adusă de pe dealul mănăstirii, unde înainte de 1765 a existat o mănăstire.
Construcția are o formă dreptunghilară. Inițial, biserica a fost mai mică dar a fost extinsă cu aproximativ 5 m spre vest în secolul al XVIII-lea. Naosul și pronaosul sunt acoperite de o boltă semicirculară. O altă boltă semicirculară, mai mică acoperă absida altarului, de este nedecroșată.
În partea de sud-vest a bisericii se află o clopotniță.
Frumoase picturi împodobesc interiorul bisericii. Au fost realizate în trei etape, începând cu anul 1764, de către zugravi proveniți de la școala de pictură din Feisa. Însă acestea sunt în prezent deteriorate.

## Imagini

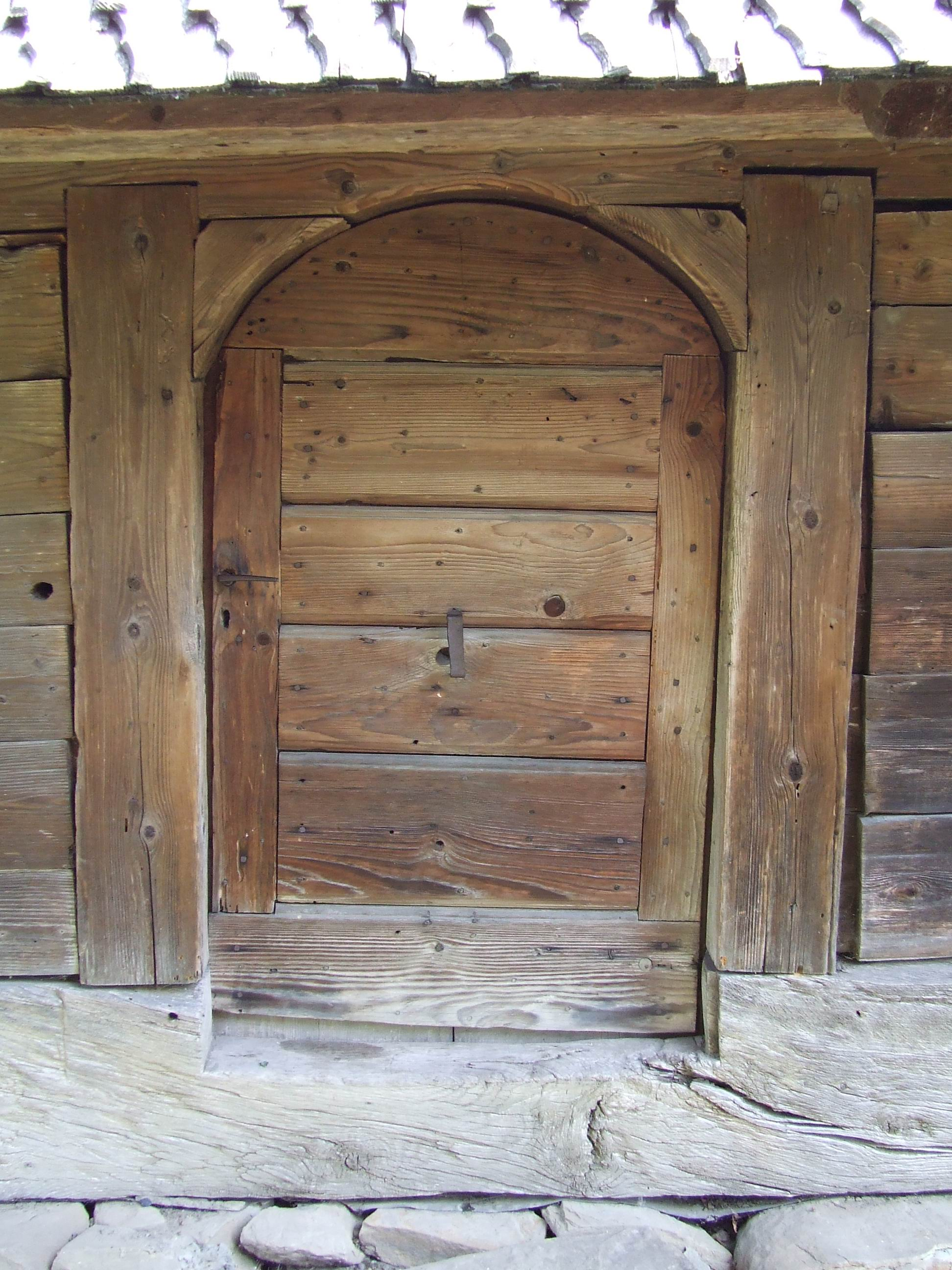
Intrarea de pe latura de vest
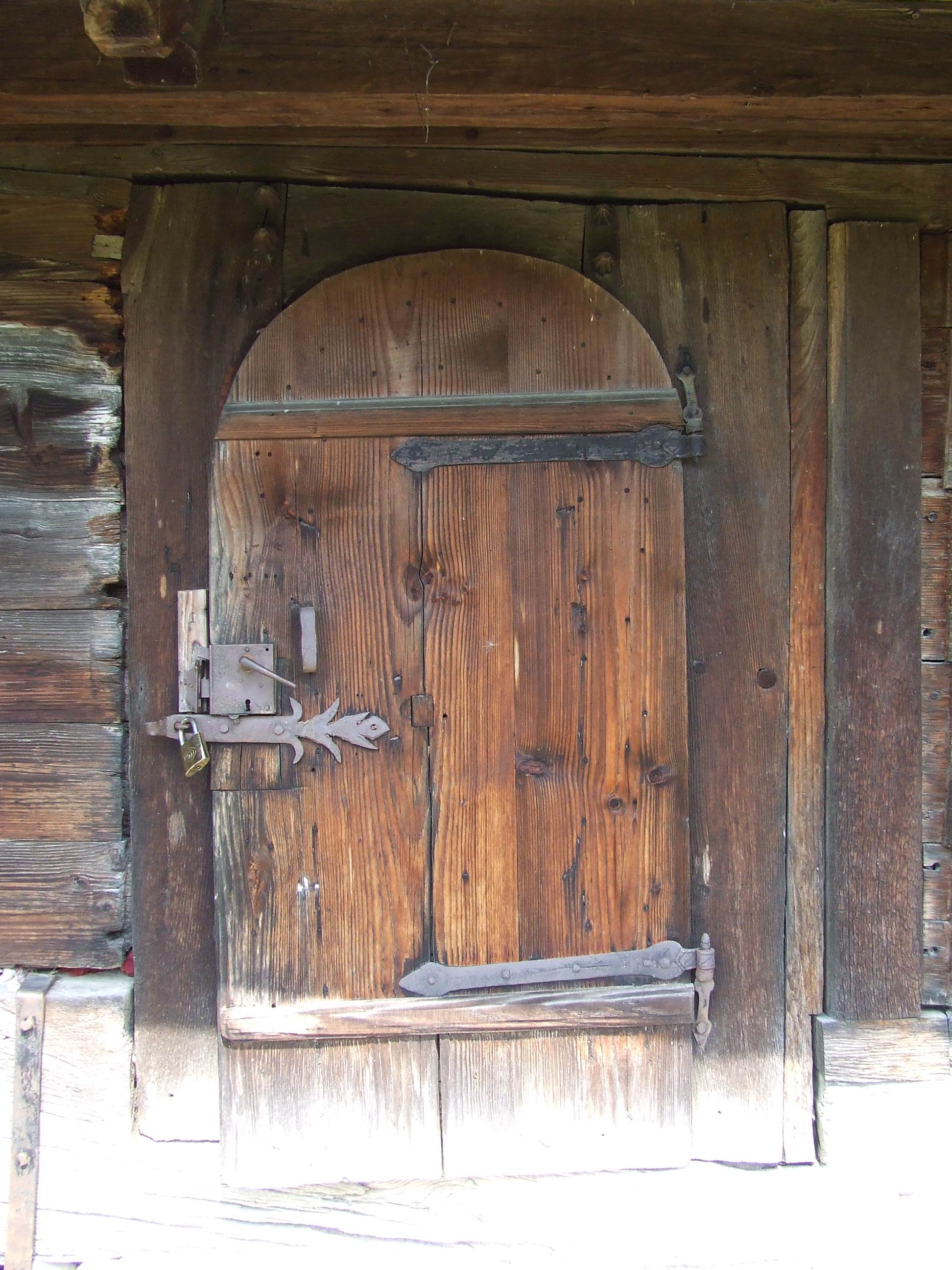
Intrarea de pe latura sudică
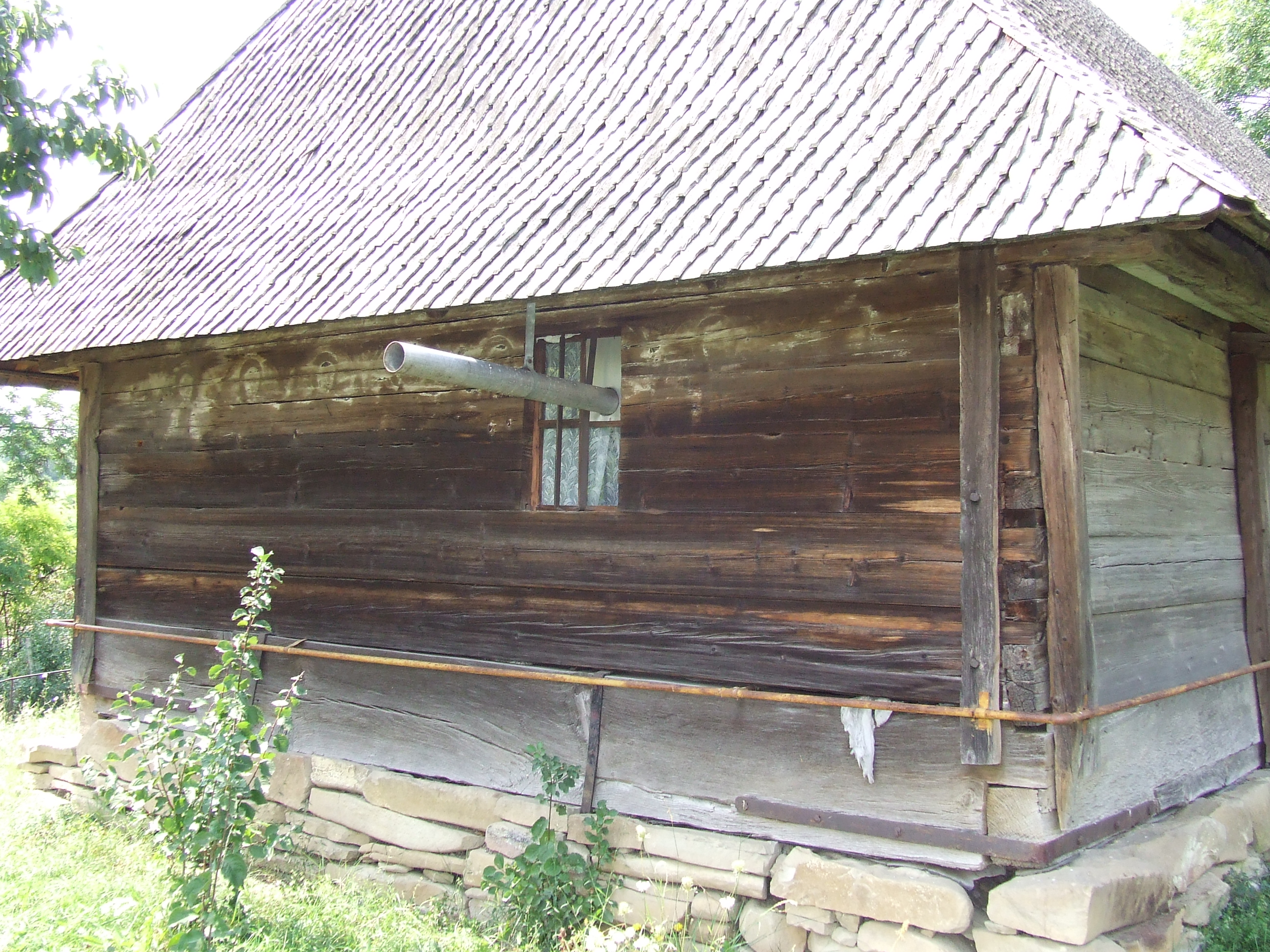
Absida altarului, ce păstrează urme de pictură exterioară
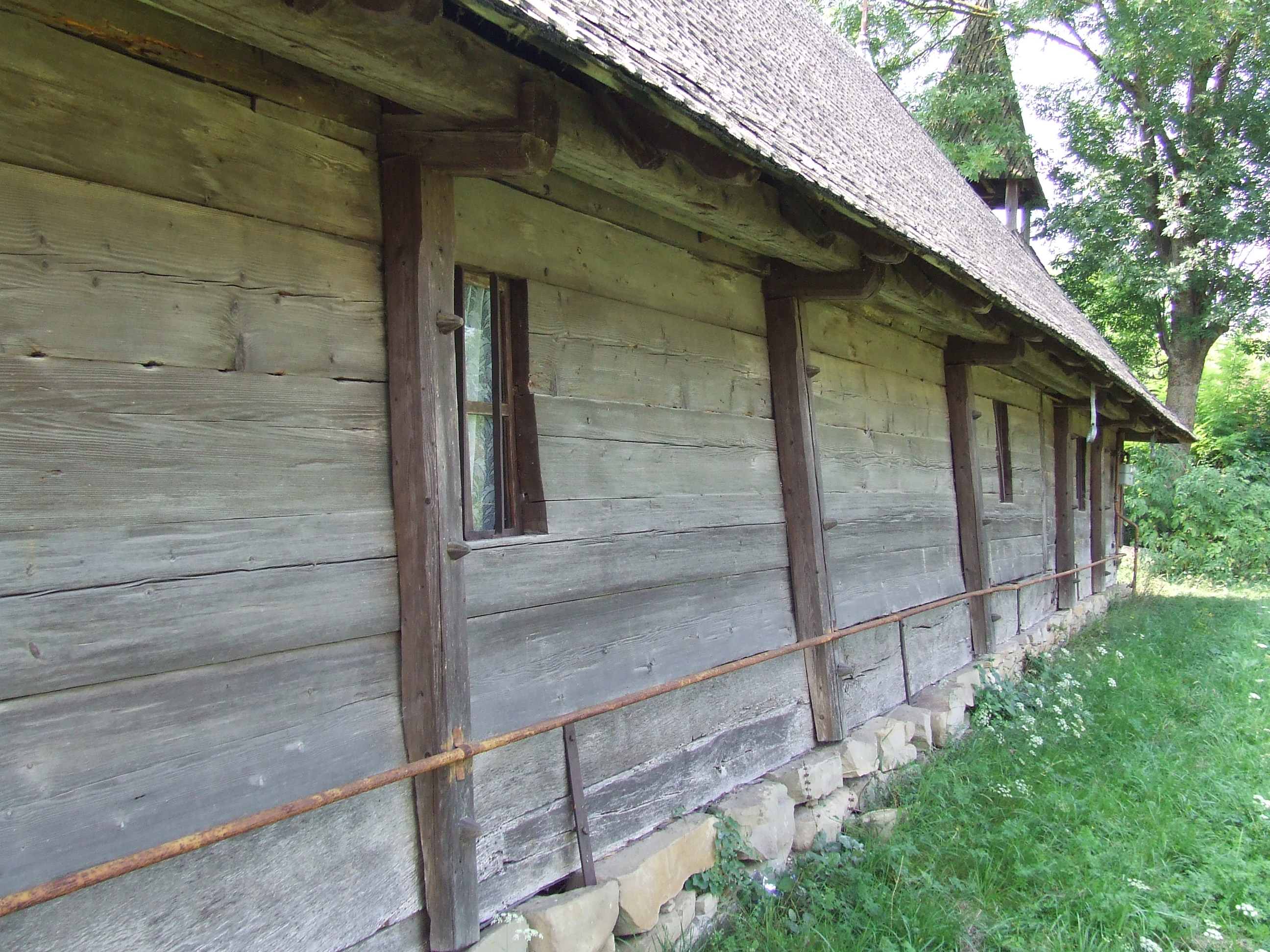
Latura de nord a bisericii
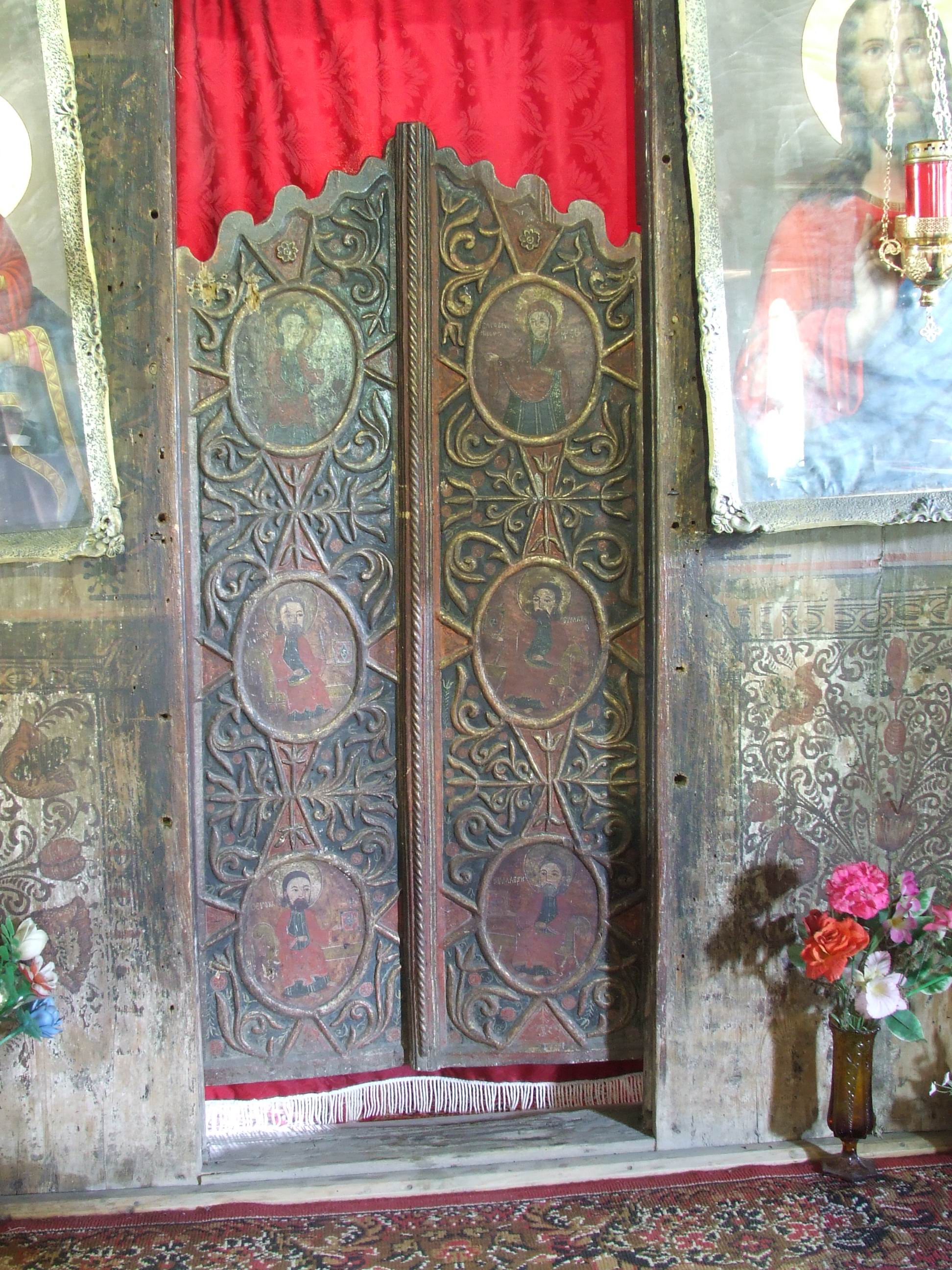
Ușile împărătești
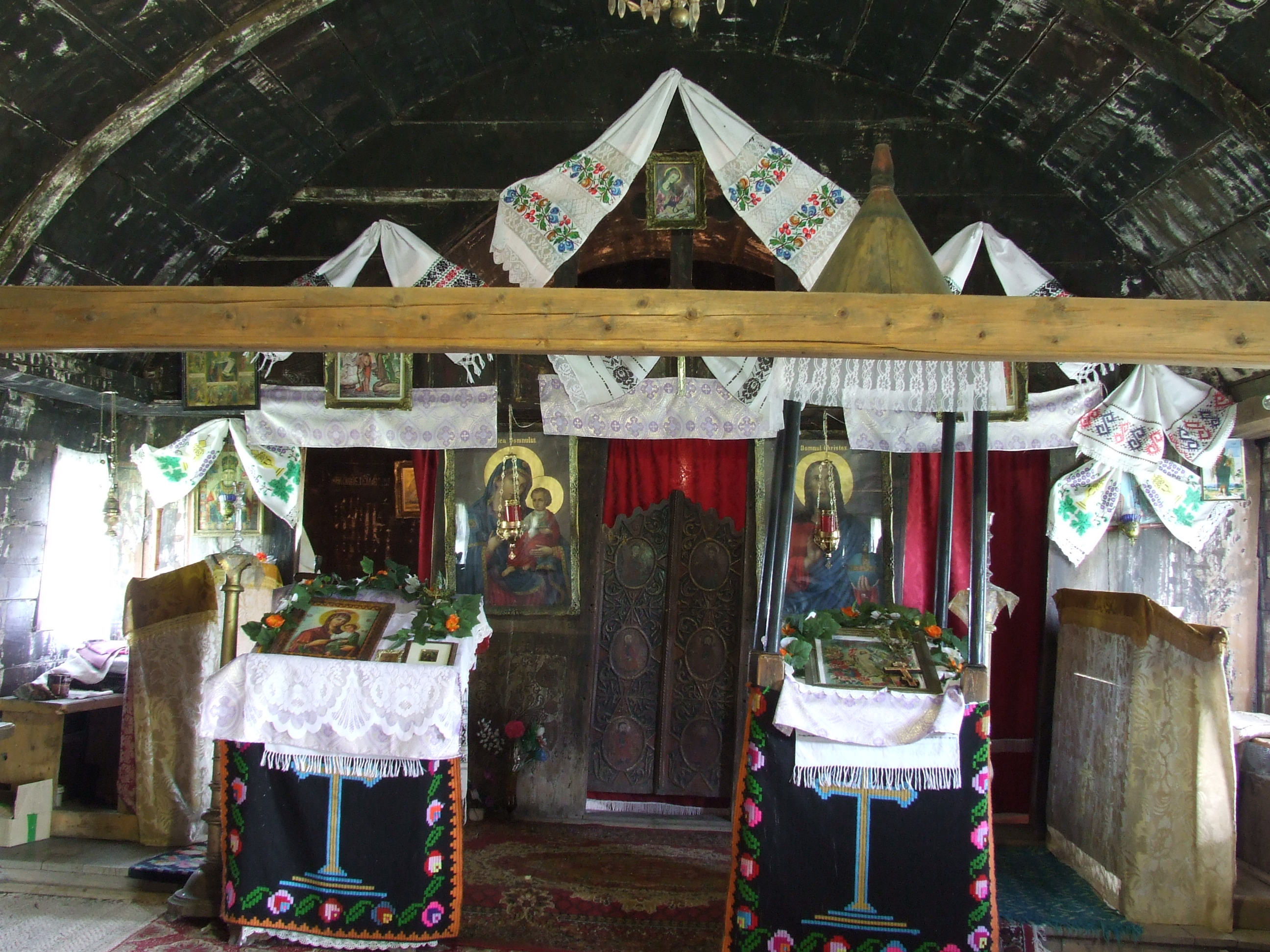
Vedere din naos spre iconostas
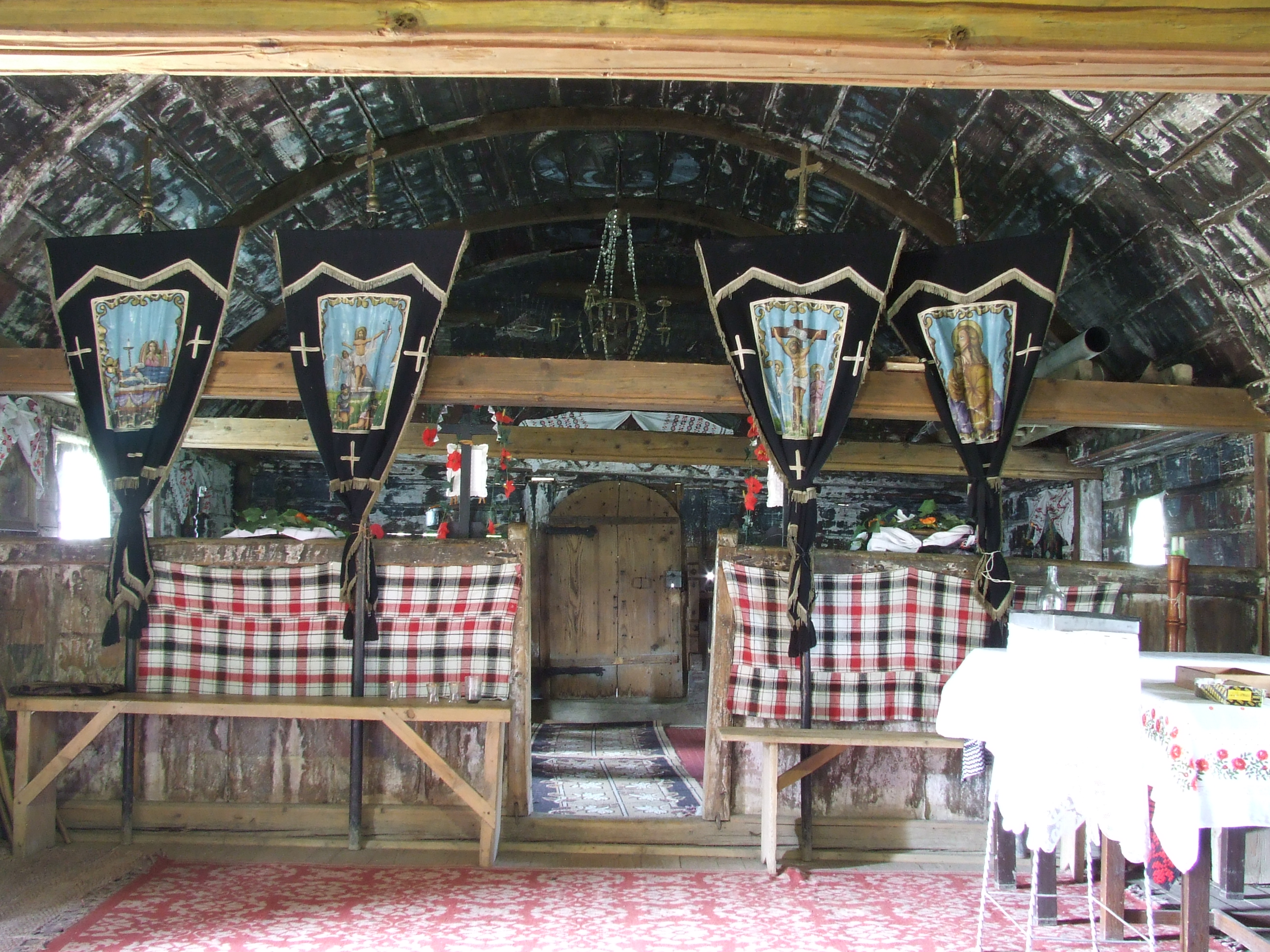
Vedere din naos spre pronaos
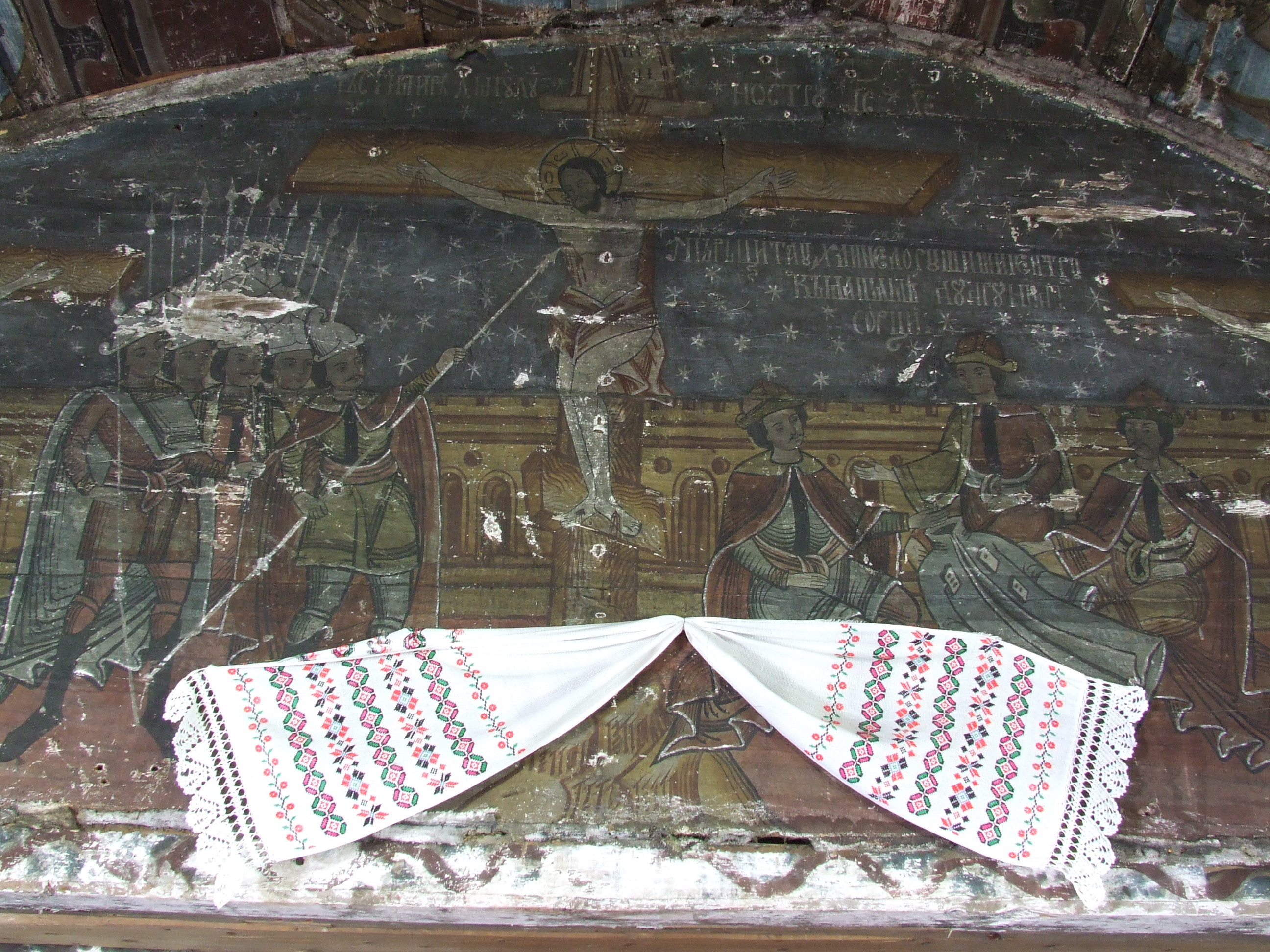
Pictura pronaosului. Răstignirea Domnului Nostru Isus Cristos